# Tiavanaku
Tiavanaku ali Tivanaku (ajmarsko in kečuansko Tiwanaku, špansko Tiahuanaco ali Tiahuanacu) je pomembno predkolumbovsko arheološko območje v Boliviji, Južna Amerika. Okoli leta 200 pr. n. št. je bila na tem mestu ustanovljena poljedelska vaška skupnost, v njeni bližini pa mnoge podobne vasi. Arhitektura megalitov, kultura in družbena ureditev Tiavanaka so močno vplivali na kasnejši inkovski imperij. Bilo je glavno mesto imperija, ki se je raztezal v današnjem Peruju in Čilu med 300-1000 n. št..
Tivanaku andski učenjaki priznajo kot enega najpomembnejših civilizacij pred inkovskega imperija; bil je ritualna in upravna prestolnica velike državne oblasti približno petsto let. Ruševine starodavnega mesta ležijo blizu jugovzhodne obale jezera Titicaca v občini Tivanaku, provinci Ingavi, departma La Paz, približno 72 km zahodno od La Paza.
Najdišče je bilo prvič zabeleženo v pisni zgodovini španskega konkvistadorja  Pedra Cieza de León. Do ostankov Tivanakuja je prišel leta 1549, medtem ko je iskal inkovsko mesto Qullasuyu. 
Ime, pod katerim je bil Tiwanaku znan svojim prebivalcem je morda izgubljeno, saj niso poznali pisave.  Puquina jezik je poudaril kot najverjetnejšega jeziku starodavnih prebivalcev Tivanakuja. 

## Kulturni razvoj in kmetijstvo
Območje okrog Tivanakuja je bilo morda naseljeno že 1500 pred našim štetjem z malimi kmetijskimi vasmi. Večina raziskav je se nanaša na obdobja Tivanaku IV in V med 300 in 1000 n. št., v katerem je vladavina na oblasti precej narasla. V obdobju med 300 pred našim štetjem in 300 n. št., so za Tivanaku domnevali, da je bil moralni in kozmološki center, v katerega so mnogi ljudje romali. Raziskovalci verjamejo, da je dosegel ta položaj pred širitvijo imperija. Leta 1945 je Arthur Posnansky  ocenil, da Tivanaku datira 15.000 pred našim štetjem, kar temelji na njegovih arhao-astronomiskih tehnikah. V 21. stoletju so strokovnjaki odločno zatrdili, da so datumi Posnanskyga neveljavni in "žal zlorabljeni archao-astronomski dokazi.« 
Lega Tivanakuja med jezerom in suhim višavjem omogoča ključne vire rib, ptic, rastlin in pašnih površin za kamele, zlasti lame.  Kotlina Titicaca je najbolj produktivno okolje na območju, s predvidljivimi in obilnimi padavinami. Kultura Tivanaku je razvila napredno kmetovanje. Na vzhodu je območje Altiplana zelo suho. Tivanaku so razvili prepoznavno kmetijsko tehniko, znano kot "poplavljene-dvigovanje polj" (suka kollus) na visoki nadmorski višini kotline Titicaca. Takšna polja so se pogosto uporabljala v regionalnem kmetijstvu, skupaj z namakanjem, travniki, terasastimi polji in qochas (umetni ribniki).
Umetno narejen nasip za sejanje je bil ločen s plitvim kanalom, napolnjenim z vodo. Kanali so dovajali vlago za gojenje pridelkov, pa tudi absorbirali toploto sončnega sevanja čez dan. Ta toplota se je postopoma sproščala v precej hladnih nočeh in zagotavljala toplotno izolacijo proti endemični zmrzali v regiji. Sledovi podobnega upravljanja krajine so našli v regiji Llanos de Moxos (amazonske poplavne ravnice Moxos).  Sčasoma so v kanalih gojili užitne ribe. Nastalo blato so izkopali za gnojilo.
Suka kollu so proizvajali izjemne donose. Medtem ko iz tradicionalnega kmetovanja v regiji običajno dobimo 2,4 ton krompirja na hektar, iz sodobnega (z umetnimi gnojili in pesticidi) dobimo približno 14,5 ton na hektar; suka kollu kmetijstvo je dalo povprečno 21 ton na hektar.
Sodobni kmetijski raziskovalci so ponovno uvedli tehniko suka kollu. Zanimivo je, da so eksperimentalna suka kollu polja ustvarjena leta 1980 pod okriljem Čikaške Univerze Alan Kolata in Oswalda Rivera, utrpela le 10% padec proizvodnje.  Razvoj, ki so ga uvedli Tivanaku za zaščito proti zmrzali v agrarne civilizaciji je neprecenljiv.
Kot je rasla populacija se je začela specializacija v določenih spretnostih. Povečalo se je število obrtnikov, ki so delali v lončenino, nakit in tekstil. Kot kasnejši Inki, so imeli Tivanaku nekaj komercialnih ali tržnih institucij. Kultura se je oprla na elite.  To pomeni, da so elite imperija imele vso gospodarsko moč. Izbrani poklici so bili poljedelci, pastirji, živinorejci, itd Taka ločitev poklicev je spremljala hierarhijo razslojevanja znotraj imperija. 
Elite Tivanaku so živeli znotraj štirih sten, ki so bile obdane z jarkom. Ta jarek, po mnenju nekaterih, je imel namen ustvariti podobo svetega otoka. Znotraj obzidja je bilo veliko podob namenjenih človeškemu izvoru, ki naj bi jih videle le elite. Nižji sloji so morda le vstopali v to strukturo v obredne namene, saj je bil dom najsvetejše od svetišča.

## Vzpon in padec Tivanakuja
Okoli leta 400 se je stanje v Titicaca bazenu začelo razvijati in zgrajen je bil urbani center Tivanaku.  Tivanaku so se razširili v Yungas in prinesli svojo kulturo in način življenja mnogim drugim kulturam v Peruju, Boliviji in prebivalcem severnih regij Argentine in Čila. To ni bila samo vojaška ali nasilna kultura. Da bi razširili svoj doseg so Tivanaku uporabljali politiko ustvarjanja kolonij, se pogajali o trgovinskih sporazumih in vzpostavljali državne kulte. 
Drugi so bili pripravljeni vstopiti v Tivanaku imperij zaradi verskih prepričanj. Obstajajo dokazi, da so bile osnove nekaterih kipov vzete od drugih kultur in prinešene v glavno mesto Tivanaku, kjer so bili kamni postavljeni v podrejenem položaju do bogov Tivanaku. To kaže na moč njihovega imperija. 
Tiwanaku so izvajali tudi človeška žrtvovanja, na vrhu stavbe, znane kot Akipana. Ljudem so drobovje raztrgali takoj po smrti in ga vsem pokazali. Ti je bila najbrž oblika rituala predanosti bogov. Raziskave so pokazale, da en človek, ki je bil žrtvovan, ni bil rojen v Titicaca bazenu, kar pušča prostor misli, da so bili žrtve najverjetneje ljudje izven te družb.
Skupnost je narasla v urbanih področjih med 600 in 800 in postala pomembna regionalna sila v južnih Andih. Po prvih ocenah naj bi mesto zavzemalo približno 6,5 kvadratnih kilometrov, v svojem maksimumu z med 15.000-30.000 prebivalci. Satelitsko slikanje je konec 20. stoletja pokazalo raziskovalcem, da so morali drastično dvigniti svoje ocene prebivalstva. Ugotovili so, da je obseg fosiliziranega suka kollu v vseh treh osnovnih dolinah Tivanaku, imel zmogljivosti za med 285.000 in 1.482.000 ljudi.
Imperij je še naprej rasel, absorbiral kulture namesto da bi jih izkoreninili. William H. Isbell navaja, da je "Tiahuanaco doživel dramatično preobrazbo med letoma 600 in 700, vzpostavil nove monumentalne standarde državne arhitekture in močno povečano stalno prebivalstvo."  Arheologi so našli opazno Tivanaku keramiko v kulturah, ki so postale del imperij. Tivanaku je dobil svojo moč preko trgovine med mesti znotraj imperija. Elite so dobile svoj status z nadzorom presežka živilih, pridobljenih iz vseh regij, ki so jih razdelili med vse ljudi. Nadzor nad čredami lam je postal zelo pomemben za Tivanaku. Živali so bile bistvenega pomena za prevoz pridelkov in blaga med centrom in periferijo imperija. Živali so morda prav tako simbolizirale razdaljo med nižjimi sloji in elitami.
Moč elit je še naprej rasla skupaj s presežkom sredstev do približno leta 950. V tem času je nastal dramatičen premik v ozračju, kot je značilno za to regijo. Znaten upad padavin je zajel področje Titicaca in nekateri arheologi menijo, da se je zgodila velika suša. Mnoga izmed mest, ki so bila najbolj oddaljena od jezera Titicaca, so proizvedla manj pridelkov. Ker ni bilo presežka hrane, je moč elit začela padati. Zaradi lege na dvignjenih področijih, je glavno mesto postalo zadnji kraj kmetijske proizvodnje. Z nadaljevanjem sušeso se ljudje preselili drugam ali pomrli. Tivanaku je izginil okoli leta 1000. V posameznih krajih so nekateri ostanki ljudi Tivanaku, kot je Uros, ki bi lahko bili neposredni potomci.
Ob severni meji države Tivanaku se je nova moč začela pojavljati v začetku 13. stoletja, Inkovski imperij.
Leta 1445 je Pachacuti Inca Yupanqui (deveti Inka) začel osvajati regije okoli jezera Titicaca. Jih vključil in razvil, kar je ostalo od Tivanaku kulture, uradniki Inke so bili nadgrajeni nad obstoječimi lokalnimi uradniki. Kečua je bil določen kot uradni jezik in čaščenje sonca kot uradna religija. Tako so bili zadnji sledovi Tivanaku civilizacije integrirani ali uničeni.

## Arhitektura  in umetnost
Za Tivanaku monumentalno arhitekturo so značilna dela iz velikih kamnov izjemne obdelave. V nasprotju z gradbenim slogom kasnejših Inkov, Tivanaku kamnita arhitektura običajno uporablja pravokotno klesane bloke v pravilnih oblikah. Njihove monumentalne strukture so pogosto opremljene z izpopolnjenim kanalizacijskim sistemom. Sistemi za odvodnjavanje struktur Akapana in Pumapunku imajo kanale, sestavljene iz rdečih blokov peščenjaka, ki so skupaj povezani (baker / arzen / nikelj) z bronastimi elementi. I-oblikovani elementi v Akapani so bili narejeni s hladnim kovanjem ingotov. Vezni elementi v Pumapunku pa so bili narejeni z vlivanjem staljene kovine v obliki črke I.  Bloki imajo ravne ploskve, ki ne potrebujejo za vgradnjo po namestitvi utorov, ki bi onemogočali da se premaknejo. Glavni arhitekturni okras so izklesane podobe in motivi na nekaterih od teh blokov, izrezljana vrata in velikanski kamniti monoliti. 
Kamnolomi, v katerih so pridobivali kamnite bloke za Tivanaku, ležijo zelo daleč. Rdeči peščenjak uporabljen v strukturah je bil določen s petrografskega analizo in prihaja iz kamnoloma oddaljenega 10 km, izjemna razdalja, če upoštevamo, da je največji izmed teh kamnov tehtal 131 ton. Zelen andezitni kamen, ki je bil uporabljen za ustvarjanje najbolj izpopolnjenih rezbarij in monolitov, izvira iz polotoka Copacabana, ki se nahaja preko jezera Titikaka. Ena od teorij je, da so te velike andezitne kamne, ki so tehtali več kot 40 ton, prepeljali okoli 90 km čez jezero Titicaca na slamnatih čolnih, nato pa vlekli še 10 km do mesta.

### Zgradbe
Strukture, ki so bili izkopane v Tivanaku vključujejo Akapano, Akapano vzhod in Pumapunku stopničasto ploščad, Kalasasaya, Kheri Kala in Putuni ograde in delno vkopan tempelj. Ti so dostopni za javnost.
Akapana ima približno navzkrižno piramidno strukturo, ki je široka 257 m oziroma 197 m na najširšem delu in 16,5 m visoka. Na sredini se zdi, da je poglobljeno dvorišče. To je skoraj uničeno zaradi globokega roparskega izkopavanja, ki se razteza od središča te konstrukcije proti vzhodni strani. Material iz tega izkopa je naložen vzhodni strani Akapane. Stopnišče s skulpturami leži na zahodni strani. Možen stanovanjski kompleks morda zaseda tako severovzhodin kot jugovzhodni del te strukture.
Prvotno so mislili, da je bila Akapana narejena iz modificiranega hriba. Zadnje raziskave so pokazale, da gre za delo človeških rok, kjer se srečujejo mešanica velikih in malih kamnitih blokov. Odpadki, ki obdajajo Akapano, so bili verjetno izkopani iz "jarka", ki je obdajal mesto. Največji kamniti blok v Akapani, iz andezita, ocenjujejo, da tehta 65,70 ton. Struktura je bila morda namenjena za razmerje ali transformacijo šamana-pume. Kamen s pumo in človeško glavo stoji na zgornji terasi.
Akapana vzhod je bila zgrajena na vzhodni strani zgodnjega Tivanaku. Kasneje se je zdela meja med obrednim središčem in mestnim območjem. Narejena je iz debele plasti peska in gline v nadstropjih, ki podpira skupino stavb. Rumena in rdeča gline je bila uporabljeni na različnih področjih, za kar se zdi, da gre za estetski namen. Je bila očiščena vseh domačih odpadkov, kar kaže na velik pomen kulture.
Pumapunku je platforma, ki jo je zgradil človek na osi vzhod-zahod, enako kot je Akapana. Je pravokoten terasast zemeljski kup z megalitskimi bloki. Široka je 167,36 m vzdolž osi sever-jug in 116,7 m vzdolž osi vzhod-zahod ter 5 m visoka. Na severnem in južnem vogalu sta 20 m široki izboklini, ki se širita 27,6 m severno in južno od pravokotnega nasipa. Zidovi in neobzidano dvorišče ter sprehajališče so povezani s to strukturo.
Izstopajoča značilnost Pumapunku je velika kamnita terasa; ima dimenzije 6,75 s 38,72 metra in je tlakovana z velikimi kamnitimi bloki. Imenuje se Platforma Lítica. Platforma Lítica vsebuje največji kamniti blok najden v Tivanaku. Ponce Sangines je ocenil, da blok tehta 131 ton. V Pumapunkuju je tudi drugi največji kamniti blok ocenjen na 85 ton. 
Kalasasaya je veliko dvorišče, več kot tristo metrov dolgo, obrisano z visokim prehodom. Nahaja se na severu Akapane in zahodno od templja Semi-Subterranean. Znotraj dvorišča je so raziskovalci našli Vrata Sonca. Danes raziskovalci menijo, da to ni bila prvotna lokacija vrat. V bližnjem dvorišču je tempelj Semi-Subterranean; dvorišče je poglobljeno, in usmerjeno sever-jug, namesto osi vzhod-zahod.  Stene so prekrite s kamnitimi glavami mnogih različnih stilov, kar kaže, da je bila struktura uporabljena za različne namene. Tempelj je bil zgrajena iz zidov in stebrov iz peščenjaka in manjših klesanih blokov.  Največji kamen v Kalasasaya ocenjujejo, da tehta 26,95 ton.
V mnogih strukturah tega območja so impresivna vrata; monumentalna so na umetnem nasipu, ploščadi in poglobljenem dvorišču. Velika vrata kažejo ikonografijo "boga". Ta ikonografija je uporabljena tudi na nekaterih prevelikih vrčih, kar kaže na pomen kulture. Ta ikonografija je najbolj prisotna na Vratih Sonca. 
Vrata Sonca in druga, ki se nahajajo na Pumapunku, niso popolna. Manjka del tipične vdolbine v okvirju, znane kot chambranle, ki imajo običajno vtičnice za sponke za podporo poznejšim dodatkom. Ti arhitekturni primeri, kot tudi pred kratkim odkrita Akapana vrata, imajo edinstveno podrobnost in kažejo visoko spretnost klesanja v kamen. To tudi kaže na znanje opisne geometrije. Pravilnost elementov kažejo, da so del sistema proporcev.
Predlaganih je bilo veliko teorij glede spretnosti arhitekturnih konstrukcij v Tivanaku. Ena je, da so uporabljali luk'a, ki je standardna mera približno šestdeset centimetrov. Še en argument je za Pitagorov razmerje. Ta zamisel zahteva pravilen trikotnik v razmerju pet proti štiri proti tri, uporabljen pri vratih za merjenje vseh delov. Nazadnje Protzen in Nair trdita, da je imel Tiwanaku sistem nastavljen za posamezne elemente, ki so odvisni od konteksta in sestave. To se kaže v gradnji podobnih vrat od najmanjših do monumentalne velikosti, ki dokazujejo, da faktorji povečanja niso vplivali na delež. Z vsakim dodanim elementom, se posamezni kosi premaknejo skupaj. 

## Rarmerje z Wari
Tivanaku so skupaj obvladovali Srednji Horizonu z Wari, ki so zasedali predvsem osrednji in južni Peru, čeprav je bilo ugotovljeno, da so zgradili pomembna območja tudi na severu (ruševine Cerro Papato). Njihova kultura se je dvigovala in nazadovala ob približno istem času in je bila osredotočena 500 kilometrov severno v južnem višavju Peruja. Odnos med obema imperijema ni znan. Jasna interakcija med njima je pokazala njihovo skupno ikonografijo v umetnosti. Pomembni elementi obeh slogov (ozko oko, trofeja glave in figure, prikazane s profila na primer) so bili pridobljeni od zgodnje Pukara kulture v severnem Titicaca bazenu. Tiwanaku so ustvaril močno ideologijo, z uporabo prejšnjih andskih ikon, ki so bile razširjene po njihovem vplivnem območju. Uporabili so obsežne trgovinske poti in šamansko umetnost. Tiwanaku umetnost sestavljalo čitljive, opisane slike upodobljene na naturalistični način, medtem ko Wari umetnost uporablja enake simbole bolj abstraktno, premočrtno, v militarističnem slogu. 
Tivanaku skulptura je sestavljena običajno iz kockastih stebrov kot osebnost z ogromnimi, ravnimi kvadratnimi očmi in podrobnim plitvim reliefom. Pogosto držijo obredne predmete, kot sta Ponce stela ali monolit Bennett. Nekatere so našli kako držijo odrezano glavo, kot je na sliki v Akapani, kar morda predstavlja šamana - pumo. Te slike kažejo, da kultura izvaja ritual obglavljanja. Kot dodatni dokazi so bili brezglavi okostnjaki najdeni pod Akapano.
Prav tako so uporabljali keramiko in tekstil, sestavljene iz svetlih barv in stopničastih vzorcev. Pomemben keramični artefakt je qiru, skodelica za pitje, ki je bila obredno razbita po obredu in postavljena z drugim blagom v grobove. Kot se je imperij razširil, se je slog keramike spremenil. Zgodnja keramika je bila "grobo brušena, globoko gravirana rjava posoda in večbarvna žgana posoda". Kasnejši Qeya slog je postal priljubljen v fazi Tivanaku III, "tipičen z vrči iz mehke, svetlo rjave keramične paste". Ta keramika obsega vrče za alkohol in trebušaste vaze. 
Primeri tekstila so tapiserije in tunike. Običajno so upodobljeni pastirji, kipi, trofejne glave, žrtvene žrtve in mačke. Takšni majhni, prenosni predmeti za verske rituale so bili ključni za širjenje vere in vpliv glavnega mesta do satelitskih središč. Narejeni so bili iz lesa, vgravirane kosti in krp. Upodobljena je bila puma in jaguar, gorilniki za kadilo, izrezljane lesene halucinogene tablice za njuhanje in vrči s človeškimi portreti. Podobno kot pri kulturi Moche, so Tivanaku portreti izražali posamezne lastnosti. 

## Religija
Kaj je znanega o Tivanaku verskih prepričanjih temelji na arheološki interpretaciji in nekaterih mitih, ki so bili morda sprejeti do Inkov in Špancev. Zdi se, da so častili mnogo bogov, morda osredotočenih na kmetijstvo. Eden od najpomembnejših bogov je bil Viracocha, Bog stvarnik, oblikovalec mnogih svetov in rušilec mnogih svetov. On je ustvaril ljudi in velik kos skale. Potem je potegnil odseke na skalo in poslal svoje služabnike, da poimenujejo plemena na teh področjih. V Tivanaku je ustvaril ljudi iz kamna in jim prinesel življenje na zemlji. 
Viracocha je vklesan v Vratih Sonca in gleda na svoje ljudi in deželo. Prepoznan je po svojem edinem, velikem frizu. Predstavlja glavno sliko božanstva obdan z bodisi koledarskimi znaki ali naravnimi silami za kmetijsko čaščenje. Skupaj z Viracocho je v Vratih Sonca kip, za katerega verjamejo, da je povezan z vremenom.
Ima dvanajst obrazov prekritih s solarno masko in ob vznožju trideset klečečih ali figur, ki tečejo. Nekateri znanstveniki verjamejo, da ta kip predstavlja koledar z dvanajst meseci in trideset dnevi v vsakem mesecu.
Drugi dokazi kažejo na sistem čaščenja prednikov na Tivanaku. Konzerviranje, uporaba, in rekonfiguracija mumij in skeletnih ostankov, kot pri kasnejših Inkih kažejo, da je to morda res.
Kolata predlaga, da so podobno kot kasnejši Inki, prebivalci Tivanaku izvajali podobne rituale in obrede v odnosu do mrtvih. Akapana Vzhod hrani dokaze o pokopu prednikov. Okostja kažejo veliko znamenj rezanja, ki so bila najbolj verjetno izvedena po smrti. Ostanke so nato zavili in pokopali. 

## Arheologija
Najdišče trpi zaradi ropanja in amaterskega izkopavanja kmalu po padcu Tivanaku, zato arheologi skušajo interpretirati vedoč, da so bili materiali premešani in uničeni. To uničenje se je nadaljevalo v času španskega osvajanja in kolonialnega obdobja ter v 19. stoletju in v začetku 20. stoletja. Druga škoda je bila storjena od ljudi, ki so kamen uporabljali za gradnjo hiš in železniške proge in kot tarča za vadbo vojaškega osebja.
V sodobnem mestu ni ohranjena nobena stoječa stavba. Ostajajo samo javni, ne stanovanjski temelji, s slabo rekonstruiranimi zidovi. Klesane bloke, ki so bili uporabljeni v mnogih od teh struktur, so masovno uporabili za različne namene. V celotnem obdobju mesta, so nekaterim stavbam spremenili namen, kar povzroča mešanico artefaktov, ki jih najdemo danes.
Podrobna raziskava Tivanakuja se je začela v majhnem obsegu v sredini devetnajstega stoletja. Leta 1860 je Ephraim George Squier obiskal ruševine in kasneje objavil zemljevide in skice, dopolnjene v času njegovega obiska. Nemški geolog Alphons Stübel je preživel devet dni v Tivanaku leta 1876 in ustvaril karto območja, ki temelji na skrbnih meritvah. Naredil je tudi skice in ustvaril papirnate odtise rezbarij in drugih arhitekturnih značilnosti. Knjiga, ki vsebuje več fotografske dokumentacije je bila objavljena leta 1892 (inženir B. von Grumbkow). S komentarji arheologa Maxa Uhleja je bila prvi poglobljen  znanstveni prikaz ruševin.
Slike arheoloških izkopavanj leta 1903
- Stopnišče Kalasasaya (1903)
- Tempellj Kalasasaya (1903)
- Vrata Sonca (1903)
- Vrata Sonca od zadaj (1903)

### Nadaljnja izkopavanja in restavriranje
Leta 1960 si je vlada začela prizadevati za ponovno vzpostavitev najdišča in rekonstruirati del. Zidove Kalasasaya so skoraj vse rekonstruirali. Izvirni kamni, ki so sestavljali Kalasasaya so spominjali bolj na "Stonehenge" - slog, razporejeni enakomerno narazen,  stojijo pokončno. Rekonstrukcija ni temeljila na raziskavah; naredili so na primer nov zid zgrajena okoli Kalasasaya. Rekonstrukcija nima tako visoko kakovostnega kamna, kot je bil prisoten v Tivanaku. Vrata Sonca, ki je zdaj v Kalasasaya, so preselili iz prvotne lokacije.
Sodobni, akademsko podprta arheološka izkopavanja so bila izvedena od leta 1978 do leta 1990, dela je izvedla Univerza iz Čikaga, antropolog Alan Kolata in njegov bolivijski kolega, Oswaldo Rivera. Ponovno sta odkrila suka kollus, točno datacijo rasti civilizacije in vpliva, in dokaze za kolaps Tiwanaku civilizacije, ki temelji na suši.
Arheologi, kot so Paul Goldstein so trdili, da se je Tivanaku imperij gibal izven območja Altiplana in v dolino Moquegua v Peruju. Izkopavanja Omo naselij kažejo znake podobne arhitekturne značilnosti Tivanaku, kot so tempelj in terasaste gomile. Dokazila o podobnih vrstah lobanjske deformacije v grobovih med najdišči Omo in glavnim najdiščem Tiwanaku se prav tako uporablja za ta argument . 
Danes je Tivanaku na Unescovem seznamu svetovne dediščine, ki jo je upravlja bolivijska vlada.
Pred kratkim je Oddelek za arheologijo Bolivije (DINAR, direktor Javier Escalante) vodil izkopavanj na Akapana piramidi. Proyecto Arqueológico Pumapunku-Akapana (PAPA, ali Pumapunku-Akapana Arheološki Project) je projekt Univerze v Pensilvaniji, ki je izvajala izkopavanja v okolici piramide v zadnjih nekaj letih in tudi vodila talni prebojni radar v tem območju.
V prejšnjih letih je bilo arheološka polje na voljo Harvardovi Poletni šoli, izvedena je bila raziskava v stanovanjskem območju zunaj monumentalnega jedra. Izzvala je polemiko med lokalnimi arheologi.  Program je vodil dr. Gary Urton,  s Harvarda , ki je bil strokovnjak za kipu in dr. Alexei Vranich z Univerze v Pensilvaniji. Polemika se je nanašala nad omogočanjem dela ekipi netreniranih študentov za delo, tudi pod strokovnim nadzorom. To je bilo tako pomembno, da so samo certificiranim strokovnim arheologom z dokumentiranimi sredstvi omogočili dostop. Polemika je bila napolnjena z nacionalističnimi in političnimi podtoni.  Projekt Harvard je trajal tri leta, z začetkom leta 2004 in koncem leta 2007. Projekt v naslednjih letih ni bila obnovljen, niti ni bilo zahtevano dovoljenje za to.
V letu 2009 so bila pod okriljem države restavratorska dela na Akapana piramidi ustavljena zaradi pritožbe UNESCO-a kot neprimerno. 

## Lukurmata
Lukurmata bilo sekundarno mesto ob jezeru Titicaca v Boliviji. Prvo ustanovljeno pred skoraj dva tisoč leti, je zraslo kot glavni obredni center v državi Tivanaku, ki je prevladoval na južno-osrednjih Andih od 400 do 1200. Po propadu Tivanaku imperija, se je Lukurmata hitro zmanjšala in spet postaja kot nekoč majhna vas. Lokacija kaže dokaze obsežne zasedbe Tivanaka civilizacije.